# Consubstanciació

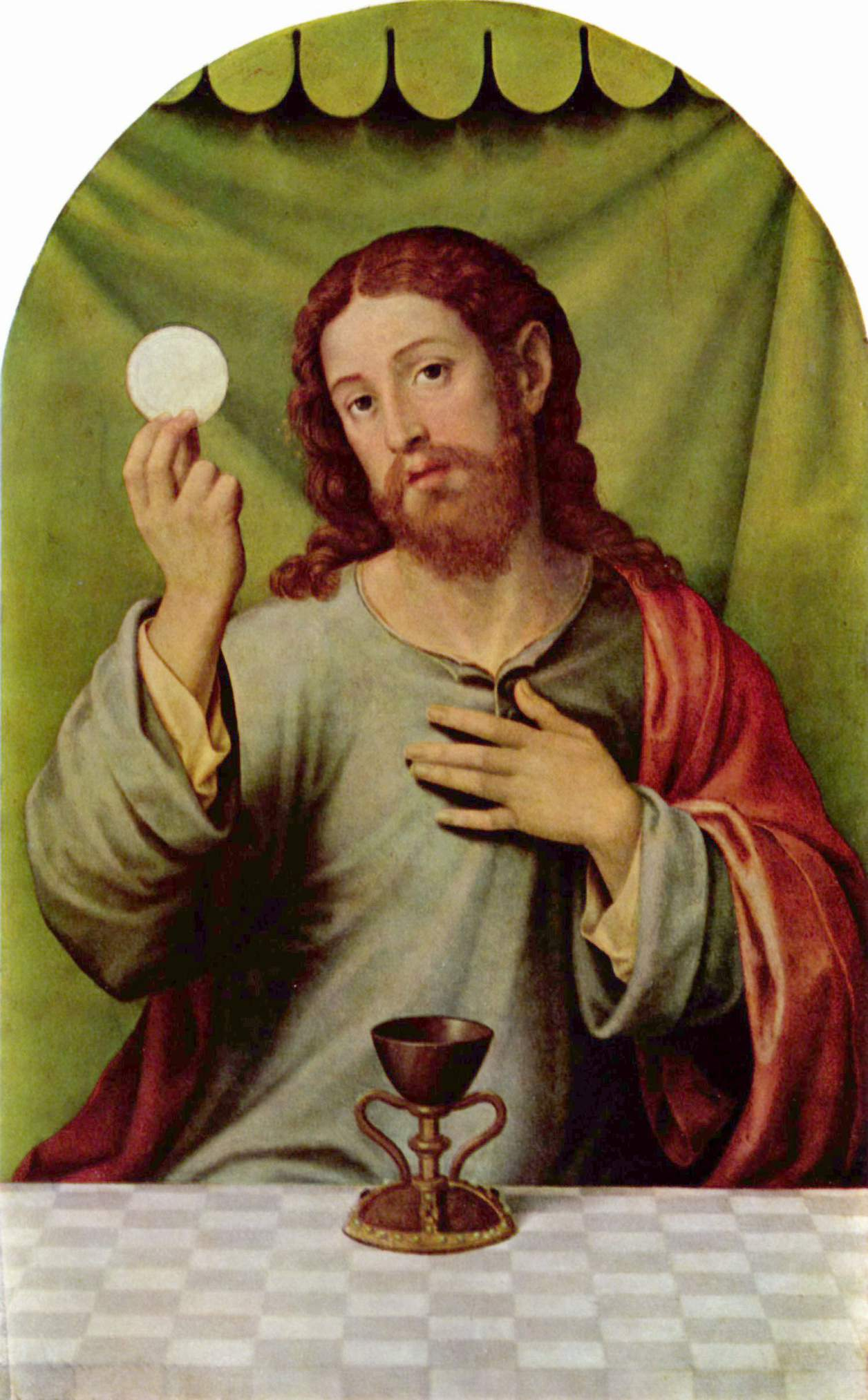
Obra de Joan de Joanes, en la qual s'observa el moment de la consubstanciació.

La consubstanciació és la doctrina teològica segons la qual les espècies de l'eucaristia, juntament amb la "substància del pa i del vi", prenen la substància del cos i la sang de Crist respectivament. Per aquest motiu, els fidels, en participar del sagrament, prenen alhora pa i vi, i el cos i la sang de Crist.
Aquesta noció va ser desenvolupada en el transcurs del segle xvi per la branca luterana de la Reforma Protestant, i es contraposa a la doctrina catòlica de la transsubstanciació.
Ambdues doctrines es basen en l'ensenyament d'Aristòtil segons el qual la matèria està constituïda d'elements —que poden ser percebuts pels sentits— i de substància —que només l'esperit pot percebre i que constitueix la realitat essencial. Una i altra doctrines accepten que, en l'eucaristia, els elements del pa i del vi no canvien. Però, contràriament a la doctrina de la transsubstanciació, la de la consubstanciació afirma que la substància del pa i del vi tampoc canvia, ja que el cos omnipresent de Crist coexisteix en, amb i per la substància del pa, i la sang de Crist existeix en, amb i pel vi, gràcies al poder de la paraula de Déu.

## Font
- Entrada "consubstantiation." Microsoft® Études 2007 [DVD]. Microsoft Corporation, 2006.